# 霍羅霍韋 (基輔州)
49°57′1″N 30°42′45″E / 49.95028°N 30.71250°E
霍羅霍韋（烏克蘭語：Горохове）是位於烏克蘭北部的村莊，由基辅州奧布希夫區的卡哈爾利克市鎮負責管轄。該村始建於十八世紀，面積3.05平方公里，海拔高度179米，2001年人口440，人口密度每平方公里144.5人。